# Medaille für den Einzug in Paris

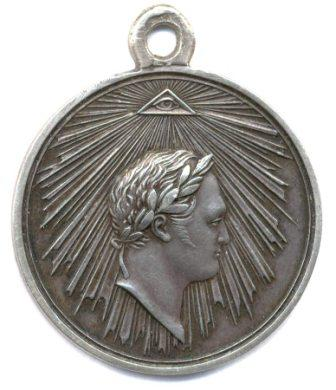
Avers der Medaille

Die Medaille für den Einzug in Paris war eine  russische Auszeichnung. Sie wurde von Zar Alexander I. gestiftet.
Ausgegeben wurde diese Verdienstmedaille  von  März 1826 bis Mai 1832.

## Ordensdekoration
Die silberne Ordensdekoration war eine Medaille, die auf der einen Seite das Auge Gottes über dem nach rechts sehenden Porträt des Zaren zeigte. Die andere Dekorationsseite
mit einem Lorbeerkranz am Rand hatte mittig die Ordensdevise „Für die Einnahme von Paris 19. März 1814“. Alle Inschriften in kyrillischer Schrift.

## Ordensband und Trageweise

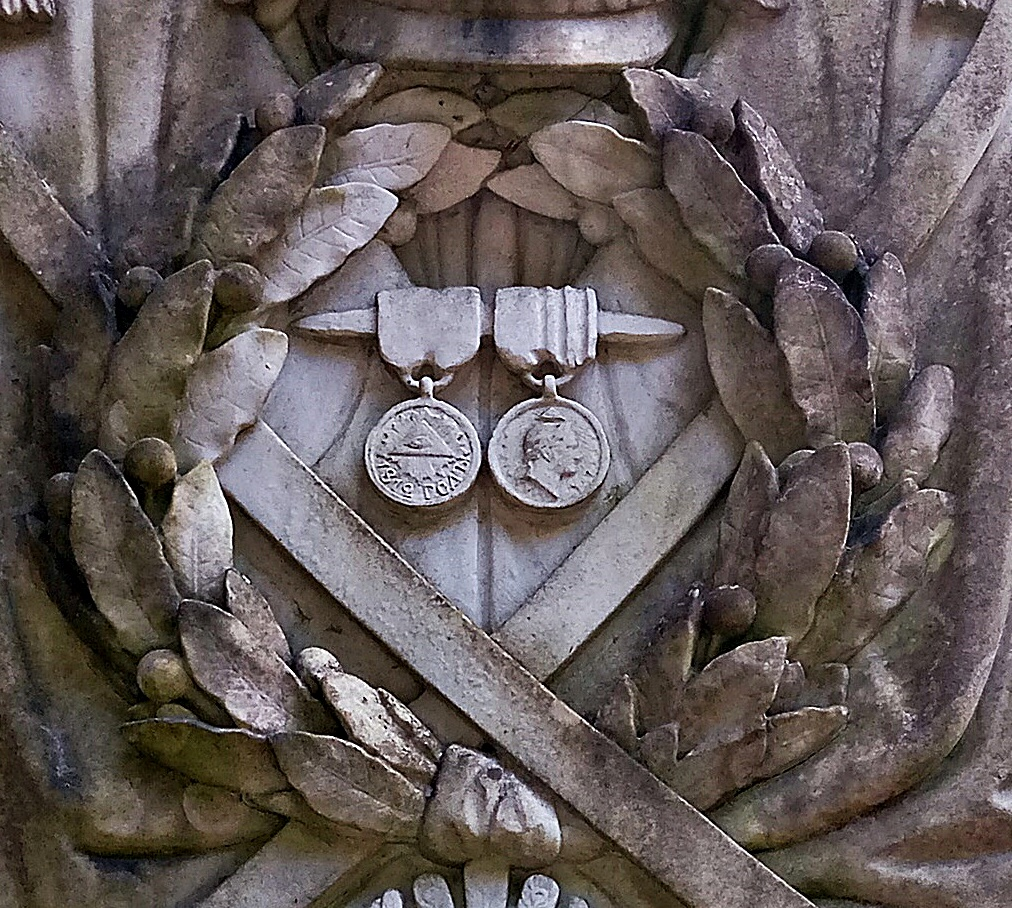
Die Medaille (rechts) auf dem Grabstein von Generalmajor Carl Friedrich von der Osten, Wiesbaden

Das Band war eine Vereinigung von St. Andreas- und  St. Georg-Band. Die Auszeichnung wurde als Brustorden angelegt.

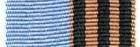
Band
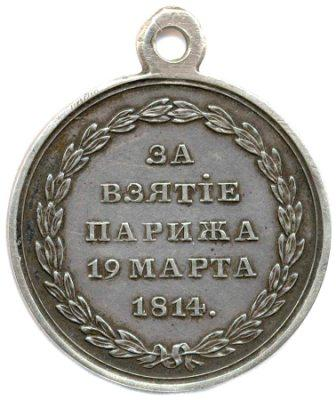
Revers der Medaille

## Varia
Eine überdimensional große Medaille ziert u. a. das Grabmal des russischen Generalmajors Carl Friedrich von der Osten (1795–1878), auf dem Russischen Friedhof Wiesbaden.